# Ryczywół (Grande-Pologne)
Pour les articles homonymes, voir Ryczywół.
Ryczywół (prononciation : [rɨˈt͡ʂɨvuu̯], en allemand : Ritschenwalde) est un village de Pologne, situé dans la voïvodie de Grande-Pologne. Il est le chef-lieu de la gmina de Ryczywół, dans le powiat d'Oborniki.
Il se situe à 19 kilomètres au nord d'Oborniki (siège du powiat) et à 47 kilomètres au nord de Poznań (capitale régionale).
Le village possède une population de 2 000 habitants en 2006.

## Histoire
De 1975 à 1998, le village faisait partie du territoire de la voïvodie de Piła.

Depuis 1999, Ryczywół est situé dans la voïvodie de Grande-Pologne.